# Morfin

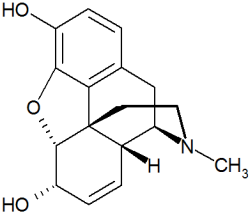
Strukturformel för morfin.

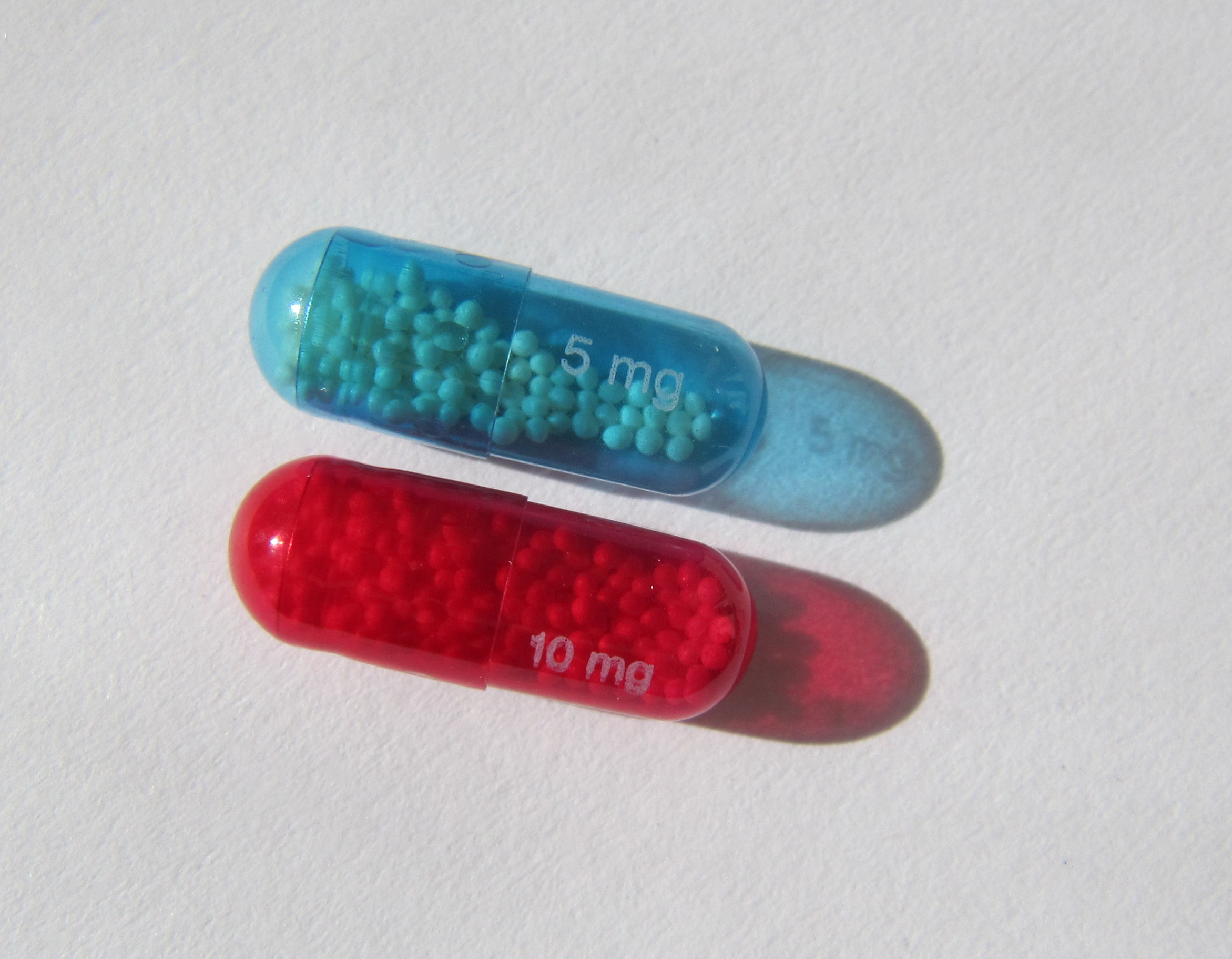
Morfinampuller.

Morfin (summaformel C17H19NO3) är ett kraftigt smärtstillande och sömngivande läkemedel ingående i gruppen opioider. Morfin utvinns ur opiumvallmo och namnet kommer från drömmens gud, Morfeus, i den grekiska mytologin. Morfin isolerades först 1804 av den tyske apotekaren Friedrich Sertürner. 
Morfin har en rad effekter på centrala nervsystemet och på muskulatur. Bland annat orsakar morfin eufori (vid höga doser), smärtlindring och har även en muskelavslappnande effekt. Preparatet har dock en rad nackdelar, bland annat är morfin starkt vanebildande och individen i fråga utvecklar snabbt tolerans och ett fysiskt beroende. Dessutom är morfin likt barbiturater i den meningen att det hämmar andningen, och kan därmed vara mycket farligt vid felaktig användning. 
Morfinderivat kallas ämnen som är framställda ur rent morfin. Substansen heroin (diacetylmorfin) framställdes från början genom att koka morfin i ättiksyraanhydrid och är därmed nära besläktad med morfin. De två substanserna skiljs endast åt av heroinets högre fettlöslighet, vilket leder till att den passerar blod-hjärnbarriären snabbare.
Morfin är narkotikaklassat och ingår i förteckningen N I i 1961 års allmänna narkotikakonvention samt i förteckning II i Sverige. Det tillhandahålls i Sverige som läkemedel bland annat som tabletter och injektionsvätska under namnen Depolan, Dolcontin Unotard (depottablett), Morfin plus producentens namn med flera, då för att lindra kraftig smärta av akut eller kronisk art. Jämfört med en del andra opioider har morfin en relativt kort verkan, vilket kan vara att föredra inför till exempel en operation.

## Biokemisk förklaring av verkan
Morfin imiterar kroppens endorfiner genom att binda en grupp av receptorer vid namn opioidreceptorer, som är kopplade till ett G-protein. Detta aktiverar G-proteinet (Gi) som i sin tur överför signalen genom att hämma enzymet adenylatcyklas, vilket i nästa steg leder till lägre intracellulära halter av cykliskt AMP (cAMP). De låga halterna av cAMP stänger specifika jonkanaler i nervcellens membran, vilket gör att nervcellen inte exciteras.

## Morfinderivat
Morfinderivat är kemiska substanser som är härledda ur morfin. Flera av derivaten har betydelse inom sjukvården, till exempel kodein samt inom veterinärmedicinen, till exempel etorfin. Flertalet morfinderivat är narkotikaklassade. Bland morfinderivaten kan nämnas:
- Apomorfin
- Bensylmorfin
- Desomorfin
- Etorfin
- Hydrokodon
- Hydromorfon
- Kodein
- Metyldesorfin
- Moramidintermediat
- Morfinmetylbromid
- Morfin-N-oxid
- Oxikodon
- Oximorfon